# Chaumière de Normandie, Vieux Trouville
Chaumière de Normandie, Vieux Trouville est une peinture à l'huile sur toile  de 23,5 × 38 cm réalisée par l'artiste français Paul Huet et acquise en 1896 par le Musée du Louvre de Paris. Elle dépeint une ferme normande, à Trouville-sur-Mer.